# Mirabela Dauer
Pour les articles homonymes, voir Dauer.
 (décembre 2014).
Myrabelle Dauer, née Mirabela Scorțaru est une chanteuse roumaine de musique moderne, née le 9 juillet 1947 à Bucarest en Roumanie.
Pendant l'année 1963, elle chante avec une troupe roumaine de musique rock Roșu și Negru en français : « Rouge et noir ». Sa discographie se déroule entre les années 1970-1990[réf. nécessaire]. Le dernier album, le trentième, s'appelle Floare albă, floare albastră.

## Discographie sélective
- 1980, Voi cânta
- 1982, Taina nopții
- 1984, În zori
- 1985, Morărița
- 1986, Dimineți cu ferestre deschise
- 1986, Ești visul meu
- 1987, Te-aștept să vii
- 1988, De dragul tău
- 1988, De ce nu-mi spui că mă iubești
- 1989, Bine te-am găsit
- 1990, Nopți albe de dor
- 1991, Mirabela și Romanticii '90
- 1992, Dacă nu te-aș iubi
- 1992, E bine, e bine, e foarte bine
- 1994, Te iubesc, iubirea mea
- 1996, Nu te părăsesc iubire
- 1997, Plânge un artist
- 1998, Tu
- 2000, Ești bărbatul altei femei
- 2003, De ce oare ?
- 2004, Grădina dragostei
- 2005, Aș vrea să-mi dai inima ta
- 2005, Dar din Rai
- 2007, Floare albă, floare albastră
- 2009, Pentru inima mea

## Compil.Best of
- [1995] Best of
- [2006] Best of - vol.1
- [2008] Best of - vol.2

## Filmographie
- (ro) « Buletin de București » (présentation de l'œuvre), sur l'Internet Movie Database